# 散木弃歌集
散木弃歌集（散木奇歌集・さんぼくきかしゅう）は平安時代後期の歌人・源俊頼の私家集。全10巻・1622首。大治3年（1128年）ごろ成立。
無用の木を意味した謙辞である「散木」に、棄てるべき歌を意味である卑辞「弃歌/棄歌」（弃は棄の異字体）と新奇の歌を意味する「奇歌」を掛け合わせたものであるとされる。一説には「散木」は『荘子』の文中から採られたともいう。
勅撰和歌集である『金葉和歌集』の撰者であった俊頼がその最終形態である三奏本を完成させた直後に編纂したとされ、勅撰和歌集のような整然とした部立を行っているが、巻六に「悲嘆」を設け、巻十に連歌を所収するなど、新しい和歌を模索して多様な詠歌を行った俊頼の活動を反映している。月ごとに並べた春・夏・秋・冬の各部に続いて祝・別離・旅宿・悲嘆・神祇・釈教・恋（上下）・雑（上下）の各部から成り立つ。
現存本は大きく2系統に分かれるが、阿波国文庫旧蔵本が唯一の完本である。注釈書としては、顕昭の『散木集註』と村上忠順の『散木奇歌集標注』が知られている。